# Commandement des actions spéciales terre
Pour les articles homonymes, voir CAST.
 (février 2017).
Le commandement des actions spéciales terre (CAST) est une unité militaire de l'Armée de terre française.
Il succède au commandement des forces spéciales terre (COM FST) et à la brigade des forces spéciales terre (BFST) et regroupe les régiments des forces spéciales de l'Armée de terre ainsi que des centres d'action hybride.

## Présentation
Ce commandement, de niveau divisionnaire, est créé le 1er octobre 2023. Il est basé à Pau-Uzein.
Ses principaux employeurs sont le commandement des opérations spéciales (COS) et la direction du Renseignement militaire (DRM).

Présentation des forces spéciales terre - Eurosatory 2018
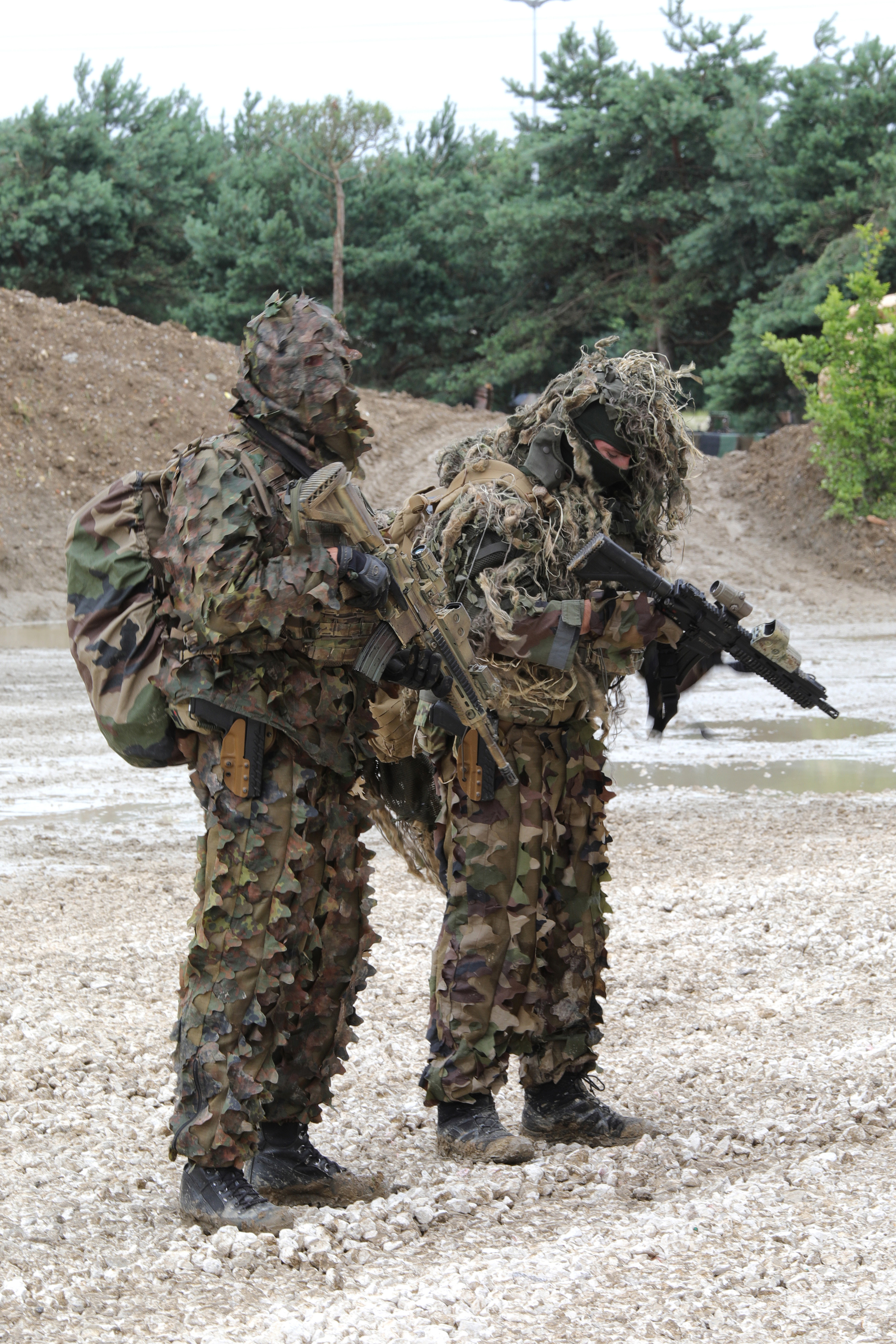
Soldats de la compagnie de commandement et de transmissions des forces spéciales (CCTFS)
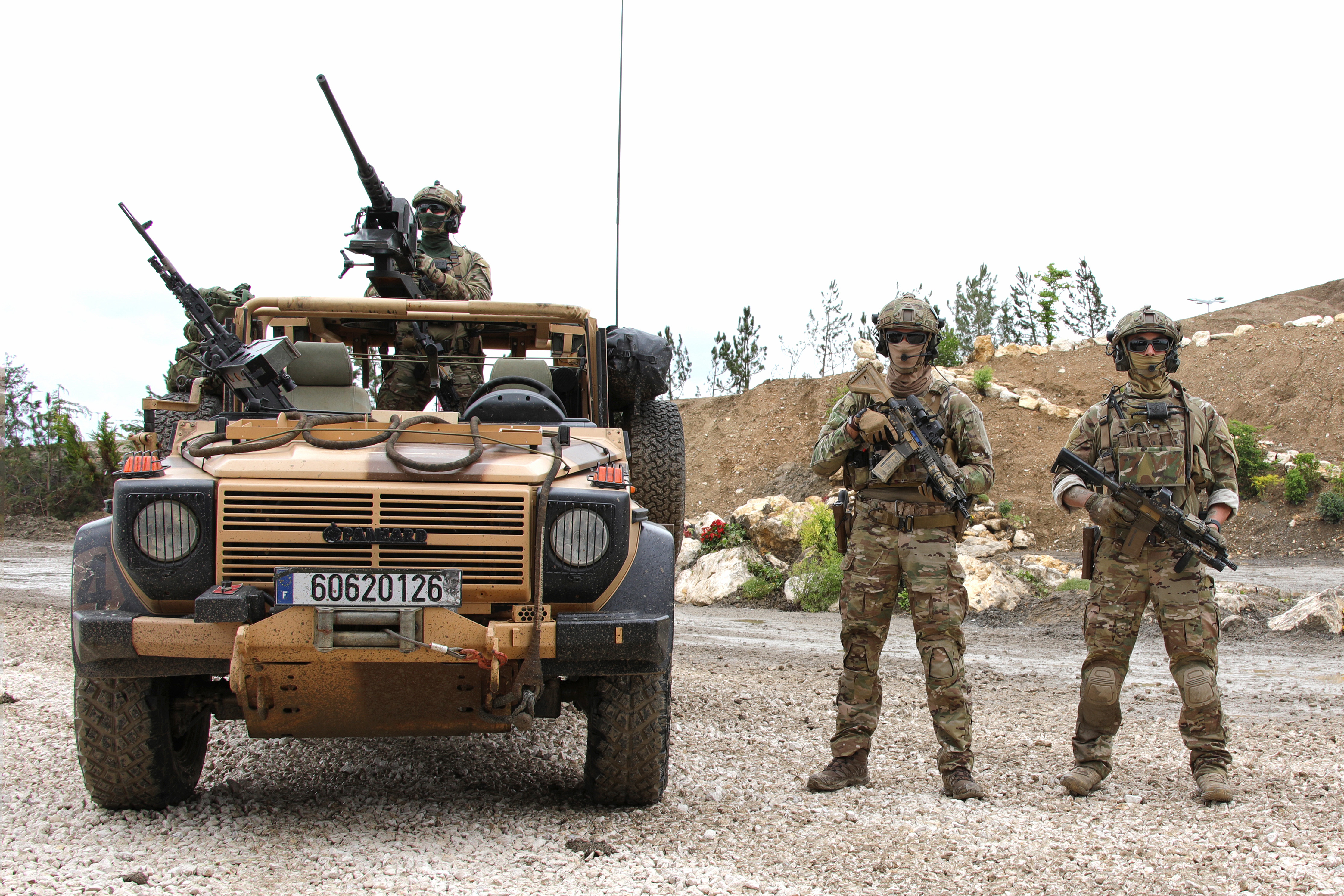
Équipe des FS terre
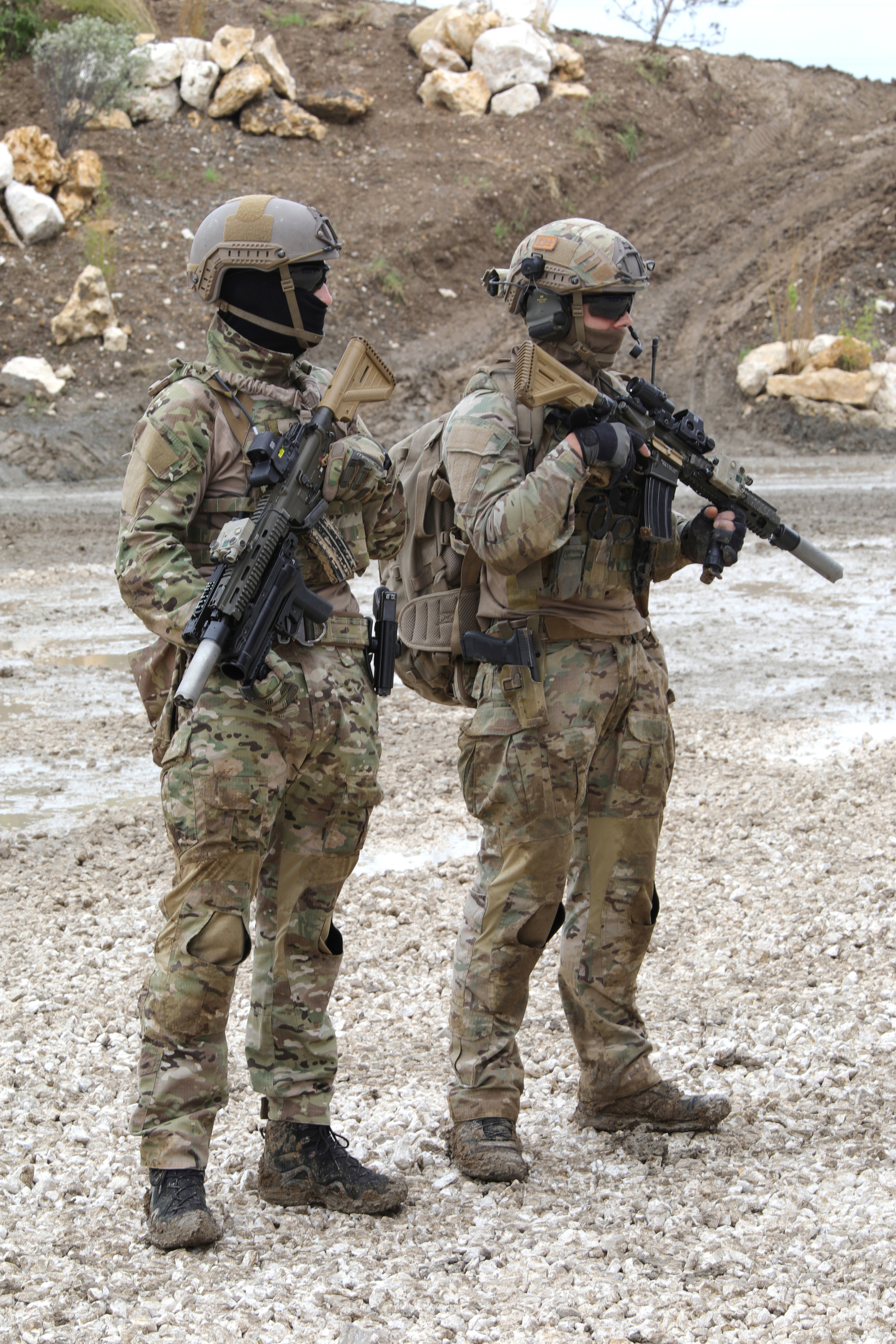
Soldats de la CCTFS
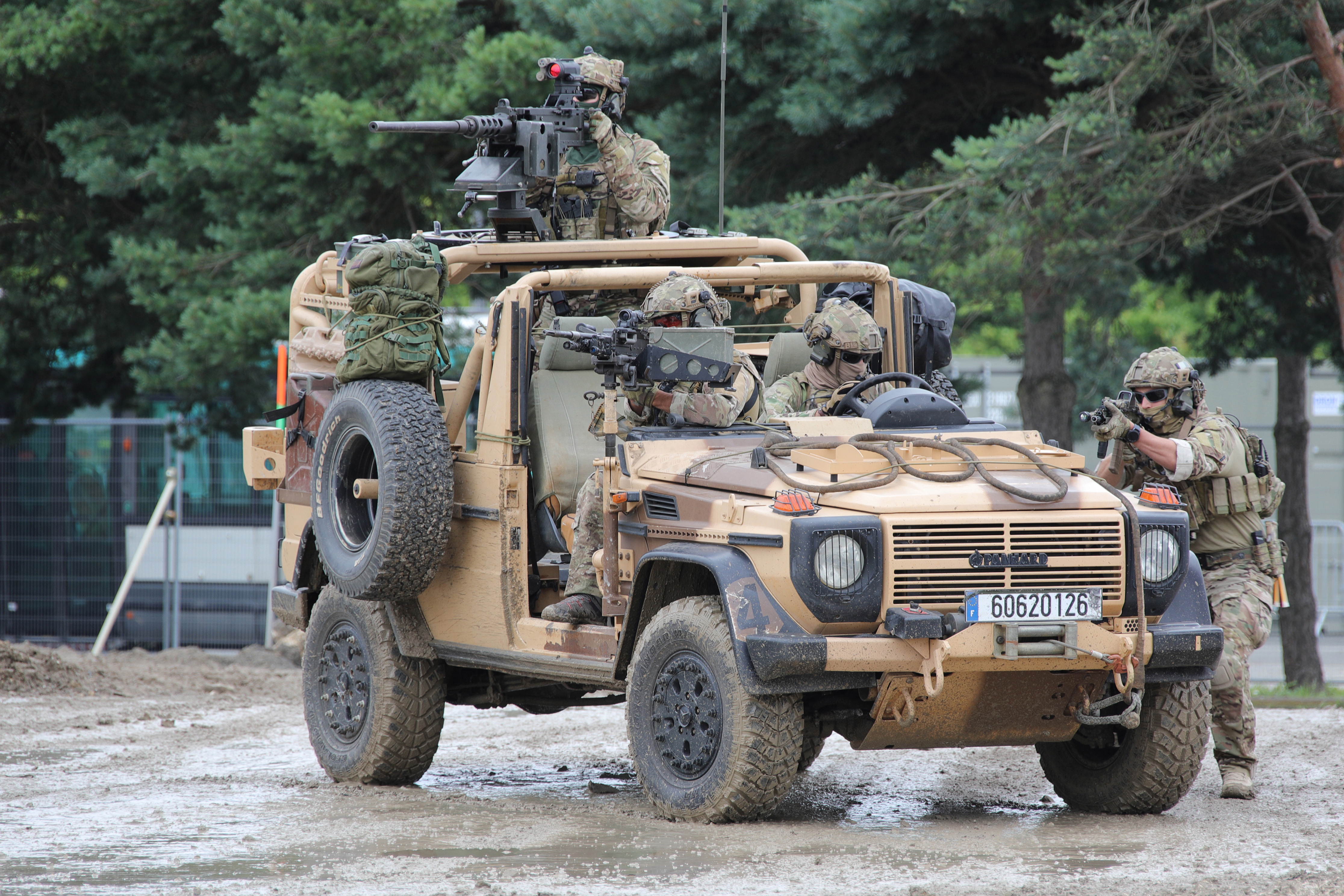
Démonstration sur le salon Eurosatory - juin 2018

## Histoire
Le groupement spécial autonome (GSA), constitué du 1er régiment de parachutistes d'infanterie de marine (1er RPIMa) et du détachement ALAT des opérations spéciales (DAOS) est créé en 1997.

Insigne de la BFST.

La brigade des forces spéciales terre (BFST) est créée à Pau le 1er juillet 2002. Lui sont subordonnés le 1er régiment de parachutistes d'infanterie de marine, le détachement ALAT des opérations spéciales et le 13e régiment de dragons parachutistes (13e RDP).
La BFST a notamment opéré en Afrique, Opération Licorne en Côte d'Ivoire et Opération Serval au Mali, ou bien encore en Afghanistan (Opération Enduring Freedom et Opération Arès). La majorité de ses opérations est classée Secret défense, bien que souvent révélée ultérieurement.
La brigade conduit un exercice annuel appelé « Gorgones » pour assurer l'interopérabilité de ses trois unités. Le nom gorgones fait référence aux trois unités, comme les trois personnages mythologiques.
Le 23 juin 2016, la brigade des forces spéciales terre devient le Commandement des forces spéciales terre.
En 2016, le COM FST compte environ 2 500 hommes et femmes et dispose de 45 hélicoptères.
Le 1er octobre 2023, le Commandement des forces spéciales terre devient Commandement des actions spéciales terre (CAST) en intégrant le Centre terre pour le partenariat militaire opérationnel (CPMO) et le Centre interarmées des actions sur l’environnement (CIAE).

## Composition

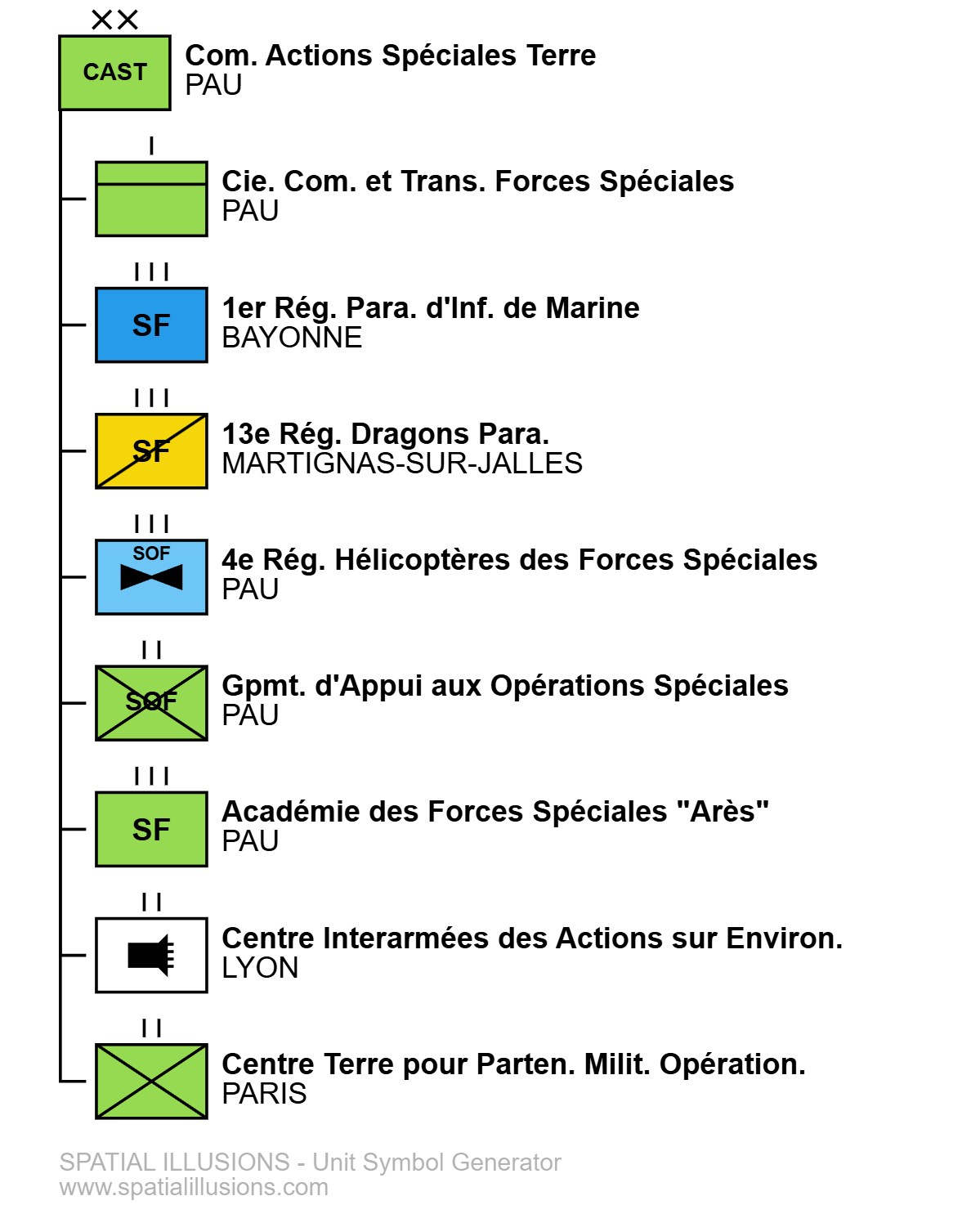
Organisation du Commandement des Actions Spéciales Terre

| Régiments                                                          | Abréviation | Localisation        |
| ------------------------------------------------------------------ | ----------- | ------------------- |
| 1er régiment de parachutistes d'infanterie de marine               | 1er RPIMa   | Bayonne             |
| 4e régiment d'hélicoptères des forces spéciales                    | 4e RHFS     | Pau-Uzein           |
| 13e régiment de dragons parachutistes                              | 13e RDP     | Martignas-sur-Jalle |
| Compagnie de commandement et de transmissions des forces spéciales | CCT FS      | Pau-Uzein           |
| Groupement d’appui aux opérations spéciales                        | GAOS        |                     |
| Académie des forces spéciales (centre Arès)                        | Académie FS | Pau                 |
| Centre terre pour le partenariat militaire opérationnel            | CPMO        |                     |
| Centre interarmées des actions sur l'environnement                 | CIAE        | Lyon                |

### Le1errégimentde parachutistes d'infanterie de marine
Le 1er régiment de parachutistes d'infanterie de marine est héritier des parachutistes de la France libre, formés en Angleterre et intégrés à la Special Air Service Brigade (SAS britanniques) dès 1942 sous l’appellation « French SAS Squadron ». En 1962, avec la fin du conflit algérien, la brigade est dissoute et le 1er RPIMa est créé. Il prend garnison à Bayonne, hérite des traditions et conserve le drapeau de la brigade. En juillet 1997, il quitte la 11e division parachutiste pour intégrer le groupement spécial autonome qui deviendra, en 2002, la brigade des forces spéciales terre (BFST). Par ses origines, le régiment est la seule unité au monde non anglo-saxonne à être reconnue « SAS » (avec l'ancien 2e RCP, ex-4th SAS). Elle est ainsi autorisée à arborer la devise « Qui ose gagne », traduction de la devise des SAS britanniques « Who Dares Wins ».

#### Missions
Le 1er RPIMa est le régiment « action » du COM FST Placé sous commandement opérationnel du général commandant les opérations spéciales (COS), il est ainsi son unité « fer de lance ». Titulaires de la qualification de recherche aéroportée et actions spéciales (cœur de métier du régiment), les SAS du « 1er » maitrisent de nombreux domaines opérationnels aéroterrestres mettant en œuvre le contre-terrorisme ou l’investigation, la libération d’otage, la protection rapprochée de personnalités, le combat en zone désertique, montagneuse, urbaine ou en jungle, la destruction d’objectifs sensibles, l’infiltration par voie fluviale (aquatique, subaquatique) ou sous voile, le saut opérationnel à très grande hauteur sous oxygène, la numérisation en 3 dimensions, etc.
Le régiment est engagé dans des missions atypiques, dans des zones hostiles. Les SAS combattent en profondeur sur les arrières ennemis. Leur polyvalence, la rusticité, l’endurance leur permet d’intervenir sur l’ensemble des phases d’une opération (reconnaissance, prise d’initiative par la force opérationnelle, réorganisation) en détachements autonomes, en coopération avec des forces conventionnelles ou au sein d’un groupement de forces spéciales du COM FST ou du COS.
Depuis sa création, la liste des interventions est longue. Le monde entier reste son champ d’action : Tchad, RCA, Côté d’Ivoire, Zaïre, Congo, Bosnie, Kosovo, Comores, Yémen, Niger, Cambodge, Afghanistan, Mali…

### Le13erégiment de dragons parachutistes
Créé en 1676, ce régiment de dragons a pris part depuis cette date à de nombreuses batailles (dont Austerlitz) puis aux deux conflits mondiaux. Il s’est distingué à Ypres en 1914 et Verdun en 1916 ; il se retrouve pratiquement anéanti lors du printemps de 1940. Devenu 13e régiment de dragons parachutistes en 1952, il quitte sa garnison de Castres pour prendre part aux opérations d’Algérie avant d’être rapatrié en métropole où il est transformé en régiment interarmes de recherche de renseignement. Il s’installe alors à Dieuze en Lorraine pendant 48 ans. À l’été 2011, le 13e RDP a pris ses quartiers dans le camp de Souge à Martignas-sur-Jalle (près de Bordeaux), permettant un regroupement cohérent des forces spéciales terre dans la région sud-ouest.

#### Missions
Le 13e régiment de dragons parachutistes est une formation interarmes des forces spéciales Terre, spécialisée dans la recherche du renseignement par des moyens humains. Il constitue un système complet et autonome de renseignement. Il assure ainsi la recherche, le traitement et la diffusion de renseignement.
L’emploi du 13e RDP relève directement du chef d’état-major des armées (CEMA). Le régiment est, par délégation, la seule unité de recherche aéroportée opérant au profit de la direction du renseignement militaire (DRM) et du commandant des opérations spéciales (COS). Il appartient à la BFST depuis le 1er juillet 2002.
Le régiment a la particularité de se décliner en plusieurs escadrons dont 4 sont spécialisés dans la recherche en tout milieu et suivent à ce titre des entraînements dans le monde entier (Suède, Djibouti, Guyane etc.) :
- 1er escadron : instruction (école de formation du 13e RDP) ;
- 2e escadron : nautique (dont les plongeurs sous oxygène) ;
- 3e escadron : montagne grand froid et terrain accidenté ;
- 4e escadron : milieu désertique et mobilité ;
- 5e escadron : 3e dimension (spécialités rares : saut à très grande hauteur sous oxygène et pilotes biplaces) ;
- 6e escadron : recherche technique ;
- 7e escadron : traitement et analyse du renseignement ;
- ECL : escadron de commandement et de logistique.

Depuis 2000, le régiment a été projeté sur les 5 continents et plus de 30 pays.

### Le4erégiment d'hélicoptères des forces spéciales
Depuis son premier engagement en ex-Yougoslavie en 1993 jusqu’à nos jours, le 4e régiment d'hélicoptères des forces spéciales connaît régulièrement l’épreuve du feu. Il montre chaque jour son efficacité, aux côtés des autres unités du COS sur différents théâtres.

#### Missions
Seule composante aéromobile, aujourd’hui interarmées, dédiée aux forces spéciales françaises, le 4e RHFS a pour mission d’appuyer ou de conduire, en tout temps et en tout lieu, les opérations spéciales. Ce régiment, unique par sa structure, ses missions et son cadre d’emploi rapidement projetable et affichant un haut niveau de disponibilité est spécifiquement dimensionné pour être engagé dans ce type d’opérations. Recherchant en permanence l’efficacité, le 4e RHFS constitue des modules adaptés à chaque situation, dans des environnements toujours particuliers et souvent hostiles, avec un haut niveau de confidentialité.
Seuls la France, la Grande-Bretagne et les États-Unis disposent de telles unités uniquement dédiées aux forces spéciales. Doté de tous les types d’hélicoptères de combat en service dans l’aviation légère de l'Armée de terre (ALAT), le 4e RHFS décline sa devise du COS « agir autrement » en développant et en maitrisant des modes d’action, procédures et procédés d’emplois novateurs, en lien étroit et permanent avec toutes les unités des forces spéciales avec lesquelles il est amené à opérer. Ceci permet de maintenir à la disposition du COS, en permanence et sans délai, hors de toute « mise en condition avant projection », une capacité aéromobile apte à être engagée dans des crises et conflits non prévisibles et improbables.

### La compagnie de commandement et de transmissions des forces spéciales

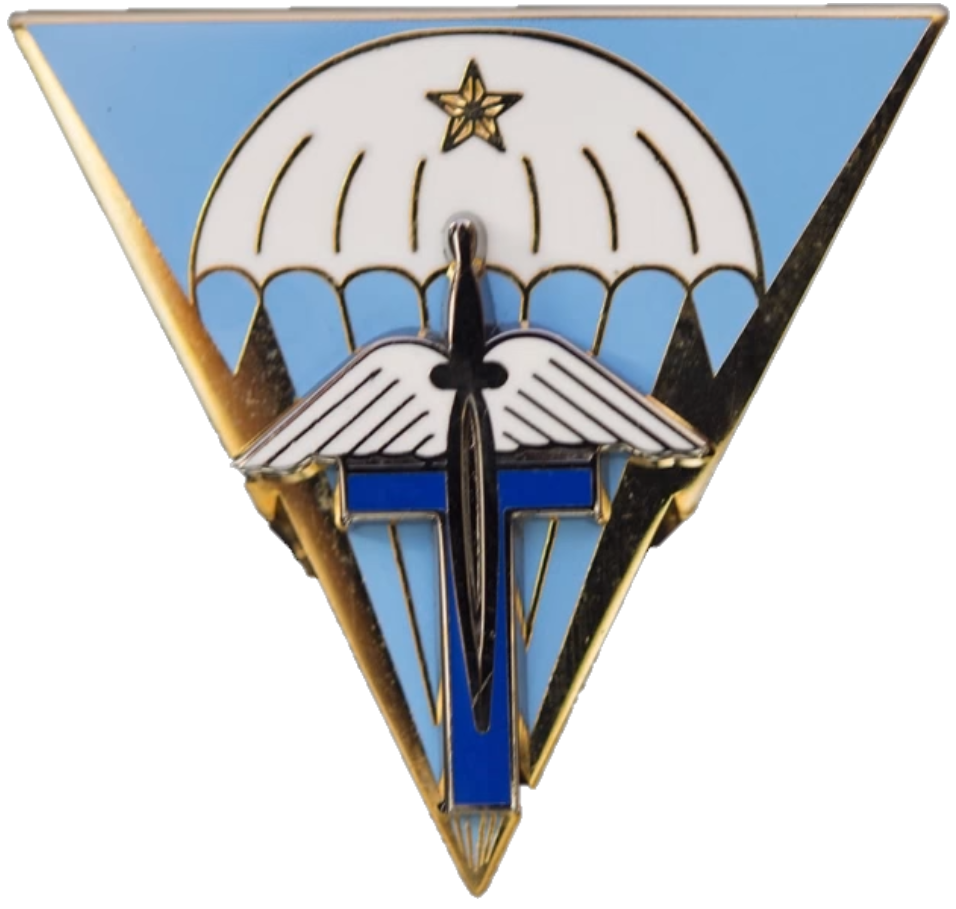
Insigne de la CCT FS.

Créée en 2007, la compagnie de commandement et de transmissions des forces spéciales a pour mission de fournir au commandement d’un groupement de forces spéciales les liaisons tactiques et opératives. Basée à Pau et subordonnée organiquement à l’état-major du Commandement des forces spéciales terre, la compagnie dispose d’un environnement particulièrement favorable à son entrainement ainsi qu’à la préparation opérationnelle.

#### Missions
Le cœur du métier de cette unité est l’utilisation des moyens radios. En opération, elle arme les stations radios des postes de commandement de groupement de forces spéciales. Son personnel équipe donc la station radio du centre d’opérations et y déploie les systèmes d’information de commandement mis en réseaux. Pouvant agir dans des conditions très difficiles en environnement hostile au plus près de l’action des groupes ou équipes du COS, ses personnels sont en mesure de déployer des postes de commandement tactiques et de mettre en place des relais radios isolés.
Aguerris et formés à la mise en œuvre des procédures des forces spéciales, les parachutistes de la compagnie s’entraînent à la majeure partie des procédures de mise en place, que ce soit en mode pédestre, véhicule, héliportage ou aérocordage, mise en place par saut automatique ou après un largage à grande hauteur suivi d’une infiltration sous voile. Les personnels de la compagnie s’entraînent également régulièrement dans les milieux hostiles (montagne, désert, zone urbaine).

### Le groupement d’appui aux opérations spéciales
Le GAOS permet aux régiments des forces spéciales de puiser de la ressource spécialisée au sein des régiments du 2e cercle en cas de nécessité.

## Recrutement
Le commandement met l’accent sur une sélection et une formation pointue de ses éléments (notamment au travers de ses centres de formation délégués), ainsi que sur la mise en place de nombreux entrainements communs favorisant la connaissance réciproque équipages/commandos.
Le recrutement pour les forces spéciales peut être :
- interne, concerne toutes les catégories de militaires. Il est fondé sur le volontariat et est ouvert à tous. Il est lancé par des directives et des messages annuels de prospection transmis à toutes les unités de l’Armée de terre. L’acte de volontariat et la réalisation d’un dossier pour les forces spéciales ne peuvent être refusés.
- externe, concerne les civils. Pour cela il faut passer par un centre d’information et de recrutement des forces armées (CIRFA).

Il est également possible, en passant par un CIRFA, d’effectuer une préparation militaire parachutiste forces spéciales (PMPFS – 2 semaines) afin de se confronter au milieu. Ces PMPFS ont lieu quatre fois par an pendant les vacances scolaires.

### Formation
La formation se fait de manière répartie, entre le régiment d'appartenance et le CES (Centre d'enseignement spécialisé). À compter de 2016, la formation est dirigée par l'académie des forces spéciales.